# Summit (superordenador)
El Summit u OLCF-4 es un superordenador desarrollado por IBM para su uso en el OAK Ridge National Laboratory de Estados Unidos, que desde el 8 de junio de 2018 es el superordenador más potente del mundo. Su velocidad se sitúa en los 200 Pflops (petaflops).

## Diseño
Cada nodo tiene más de 600GB de memoria coherente (gran ancho de banda + DDR4 SDRAM) direccionable por todas las CPUs y GPUs más 800GB de RAM no volátil, que puede ser utilizada como búfer o memoria extendida. Las CPUs Power9 y Volta GPUs están conectadas mediante el protocolo de alta velocidad NVLink de NVIDIA.  Esto permite un modelo de Computación Heterogénea. 